# Cupola Stâncii
Cupola Stâncii (în arabă: مسجد قبة الصخرة, transcripție: Masjid Qubbat As-Sakhrah, în ebraică: כיפת הסלע,Kipat Hasela, în turcă: Kubbetüs Sahra), cunoscută și sub numele greșit de Moscheea Omar, este un sanctuar islamic, unul din cele mai cunoscute locuri în Ierusalim. A fost construit între anii 687-691 de califul Abd al-Malik, fiind cea mai veche construcție islamică funcțională din lume. În direcția pietrei peste care s-a ridicat domul se stabilise în trecut prima orientare de rugăciune pentru musulmani, înainte de trecerea la orientarea către Mecca. În apropierea Cupolei Stâncii se află Moscheea Al-Aqsa, amândouă situându-se în locul numit de evrei și de creștini Muntele Templului (ebraică: הר הבית), Har ha-Bayit), iar de către musulmani Haram ash Sharif (Nobilul Sanctuar).

## Semnificația religioasă

Domul Cupolei Stâncii dominând Muntele Templului

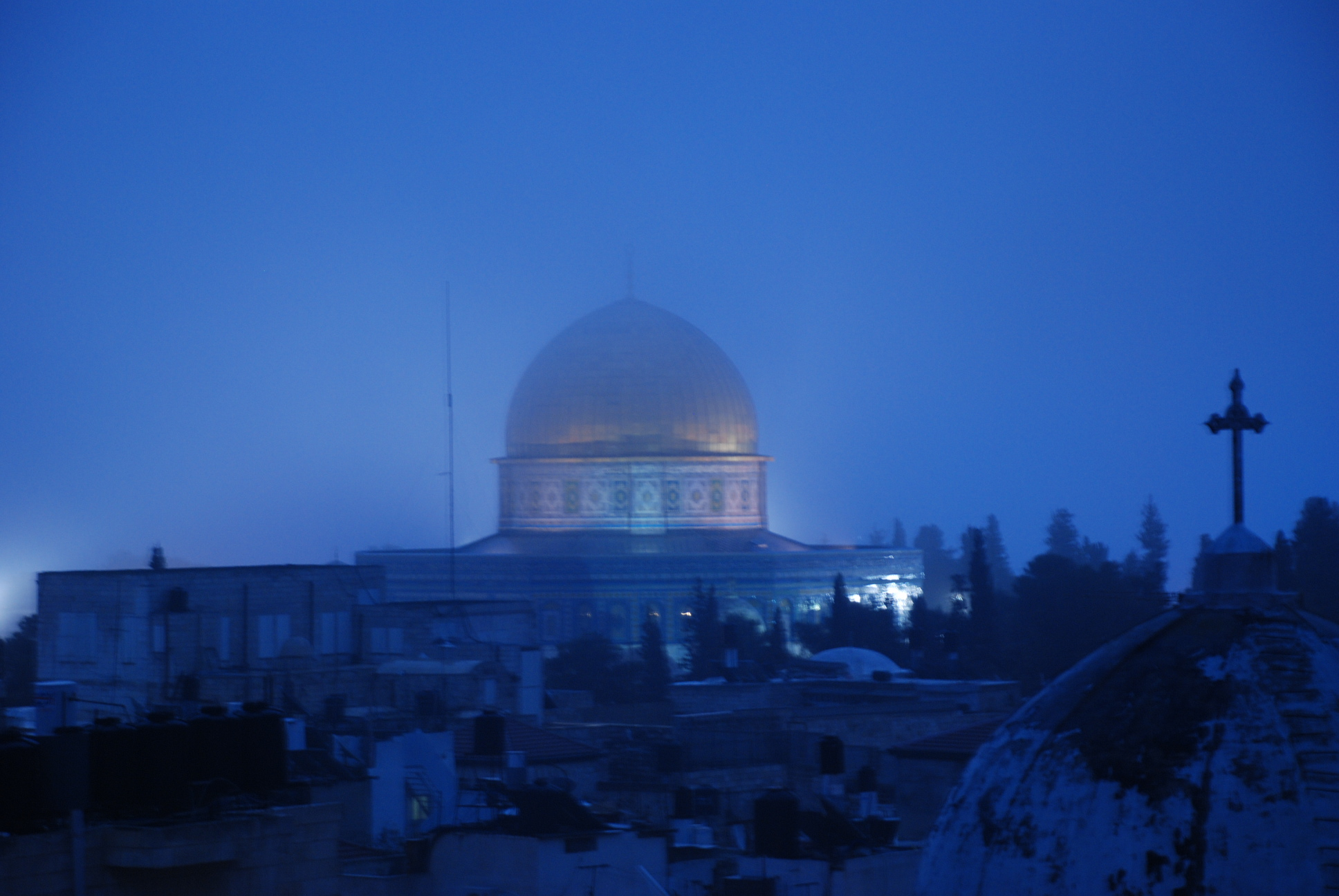
Cupola Stâncii seara

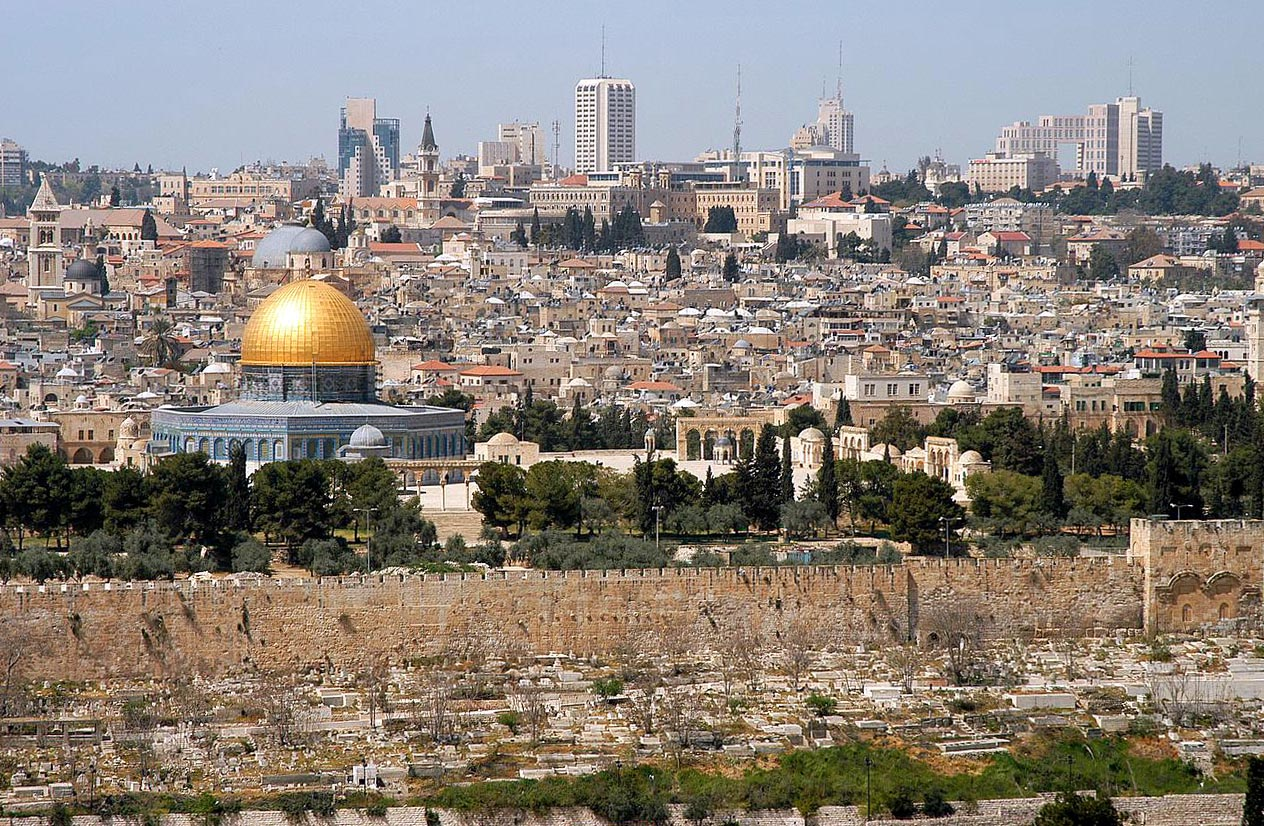
Domul Cupolei Stâncii văzut de pe Muntele Măslinilor

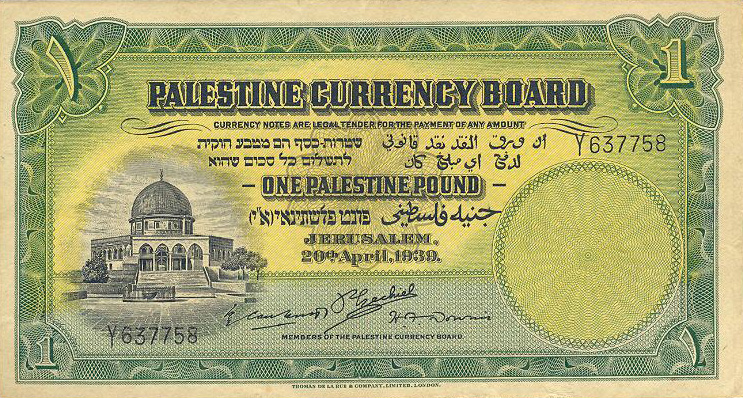
Partea din față a bancnotei de hârtie de o liră palestiniană (1939 d.C.)

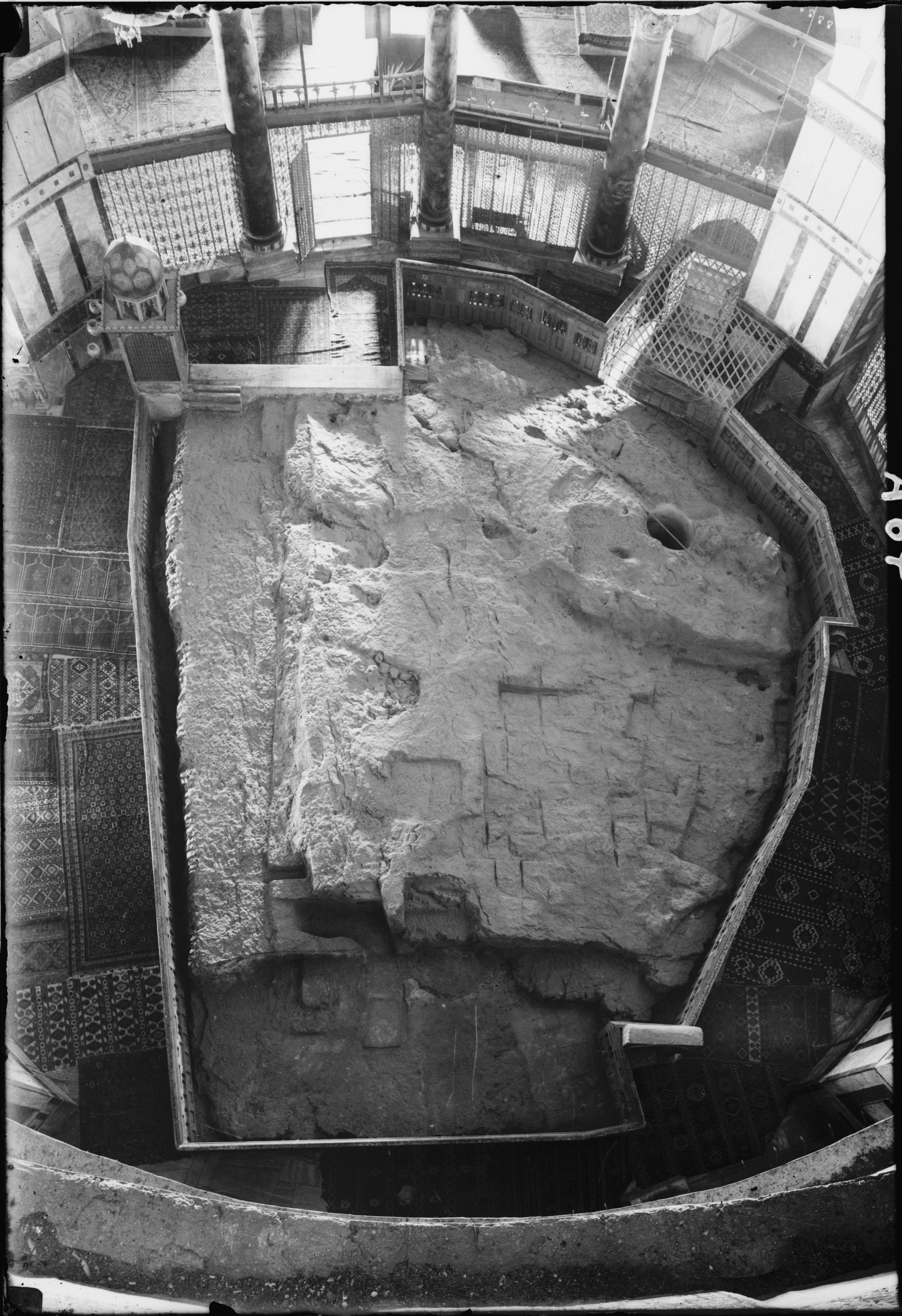
Piatra de Fundație, obiect de venerație pentru musulmani, evrei și creștini.

Conform tradițiilor islamice, piatra din centrul domului este locul unde Profetul Mohamed urcase într-o lungă călătorie de noapte către Rai, probabil în anul 621 d.Hr, alături de îngerul Jibril. Acolo a întâlnit mai mulți profeți, precum Ibrahim (Abraham) și Musa (Moise), și i-au fost oferite rugăciunile islamice dinainte să ajungă iar pe pământ. Un citat din Coran spune că Muhamed a plecat într-o călătorie de noapte instatanee de la al-Masjid al-Haram ("moschee sfântă", interpretată ca fiind la Mecca) spre al-Masjid al-Aqsa ("moschea cea mai îndepărtată", interpretată ca fiind în Ierusalim).
În iudaism este locul unde Avraam a îndeplinit încercarea lui Dumnezeu pentru a vedea dacă era dispus să-și sacrifice fiul Ishak (Isaac). Musulmanii consideră că acest eveniment s-a întâmplat implicându-l pe celălalt fiu a lui Ibrahim(Avraam), Ismail (Ismael), și a avut loc în deșertul din Mina. Există o controversă  între oamenii de știință legată de pozitia geografica a Muntelui Moriah (unde a avut loc după Biblie întâmplarea "sacrificiului lui Isaac" ), cea a Muntelui Templului și piatra unde Iacov a visat îngerii urcând și coborând pe o scară către cer dar pentru evreii ortodocși nu există îndoieli că toate aceste evenimente s-ar fi petrecut în acest loc.
Potrivit învățaților evrei din vechime această piatră se afla în interiorul Sfintei Sfintelor în Templul din Ierusalim, iar pe ea era așezat Chivotul Legământului Piatra era folosită de înalții preoți care ofereau sacrificiile în timpul Zilei Ispășirii Iom Kipur. Legendele rabinice de asemenea susțin că facerea lumii a început cu această piatră, și de aceea ea purta numele אבן השתייה (Even Hashtiya), adică "Piatra de fundație".

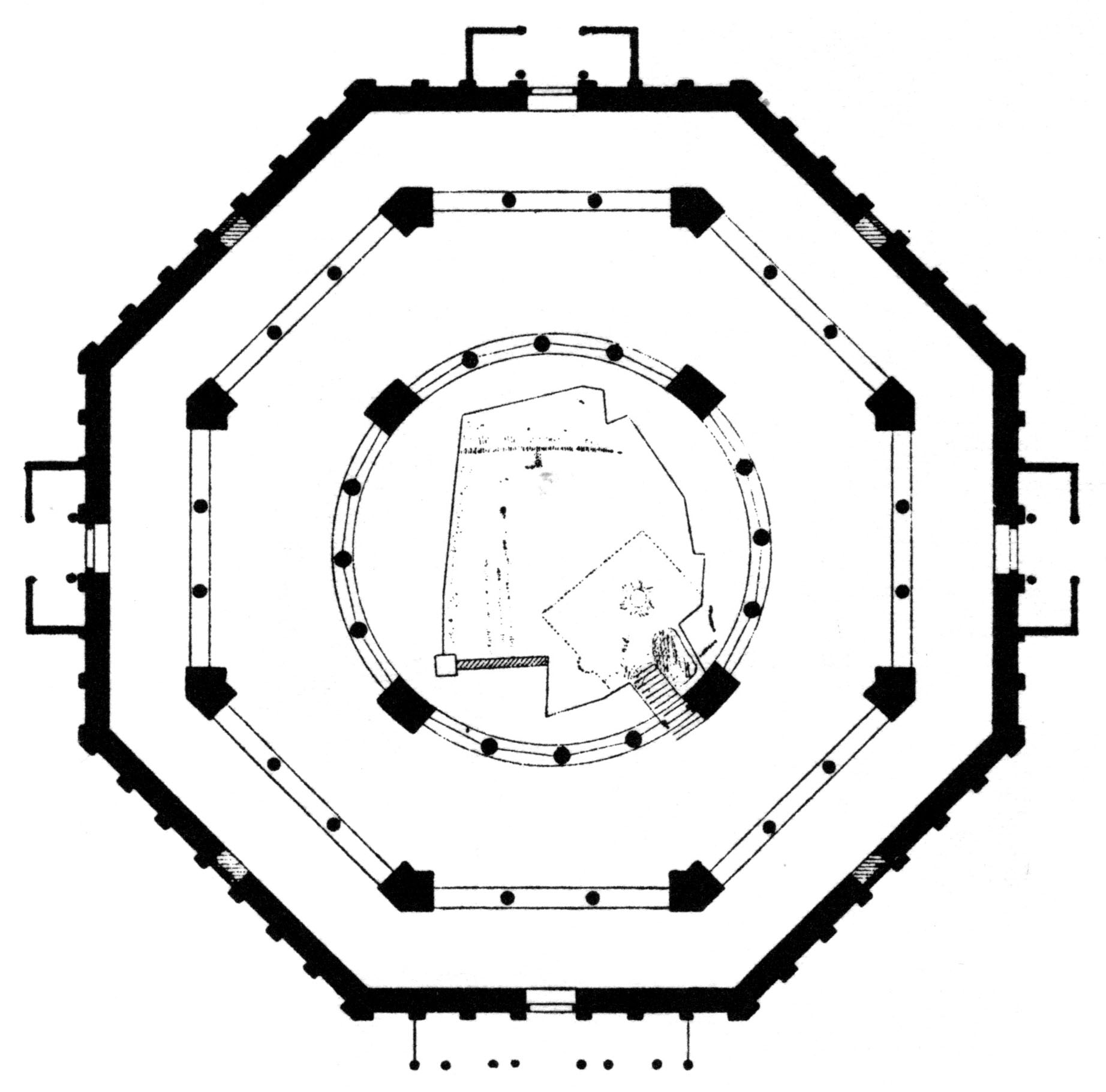
Diagramă arătând poziția pietrei în interiorul structurii

Pentru credința creștină, în afara față de faptele lui Iisus la templu, se consideră că în timpul stăpânirii romane, locul unde a fost construit mai târziu Domul era cel unde mama lui Constantin a ctitorit o mică biserică, numită biserica Sf. Cyrus și Sf. Ion, care mai târziu a fost mărită și denumită Biserica Sfintei Înțelepciuni. După aceea, în anul 530 împăratul Iustinian a dărâmat biserica, a reconstruit-o în stil bizantin și a dedicat-o Maicii Domnului. Mai târziu a fost distrusă de perși și doar câteva ruine au mai rămas la acel moment.
Pe pereții domului de piatră sunt inscrise pe o friză de mozaic următoarele cuvinte: 
"Binecuvântat fie trimisul și robul vostru, Iisus fiul Mariei, și fie pace asupra lui în ziua nașterii și în ziua morții și ziua în care a Înviat. Este un cuvânt de adevăr de care ei se îndoiesc. Nu poate Dumnezeu să ia un fiu. \Fie slăvit când se hotărăște asupra unui lucru, El doar îl spune și se îndeplinește."
Acesta pare a fi cel mai timpuriu citat existent din Coran, cu data de 72 după Hijra (sau 691-692 DH), pe care istoricii o consideră ca fiind anul construcției Domului.

## Construcție

Imagine tridimensională a moscheii

În 630, cum mult înainte ca Domul Stâncii să fie ridicat, după tradiție , califul Omar, ajutat de Kaab al-Ahbar și alți musulmani au recuperat așa numita piatră de temelie și au scos-o din praf, purificând locul în care fusese abandonată vreme de sute de ani de la distrugerea Imperiului Roman . Ibn Asakir a menționat că Omar nu a construit o casă musulmană de rugăciune în acel loc, ci mai degrabă a decis sa înalțe o moschee în partea de sud a Muntelui Templului alături de piatra situată în partea de nord. A făcut aceasta pentru a consacra locul de rugăciune care era în partea de sud, cu orientarea către Kaaba din Mecca. Musulmanii nu s-au certat pentru direcția de rugăciune, având posibilitatea de a se ruga și către Piatra de temelie, cum făceau evreii. Locul pietrei a rămas nedescoperit până ce a fost găsit de califul Abd al-Malik ibn Marwan  care a început construcția sanctuarului în 685, și l-a terminat în 691. De-a lungul timpului au avut loc mai multe restaurări, cele mai importante fiind în timpul domniei sultanului otoman Soliman I și în anul 1817 în timpul sultanului Mahmud al II-lea.

## Galerie

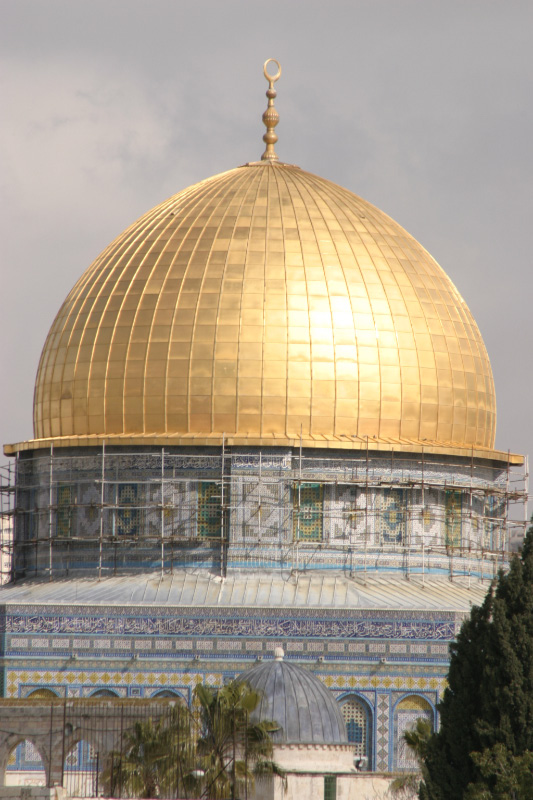
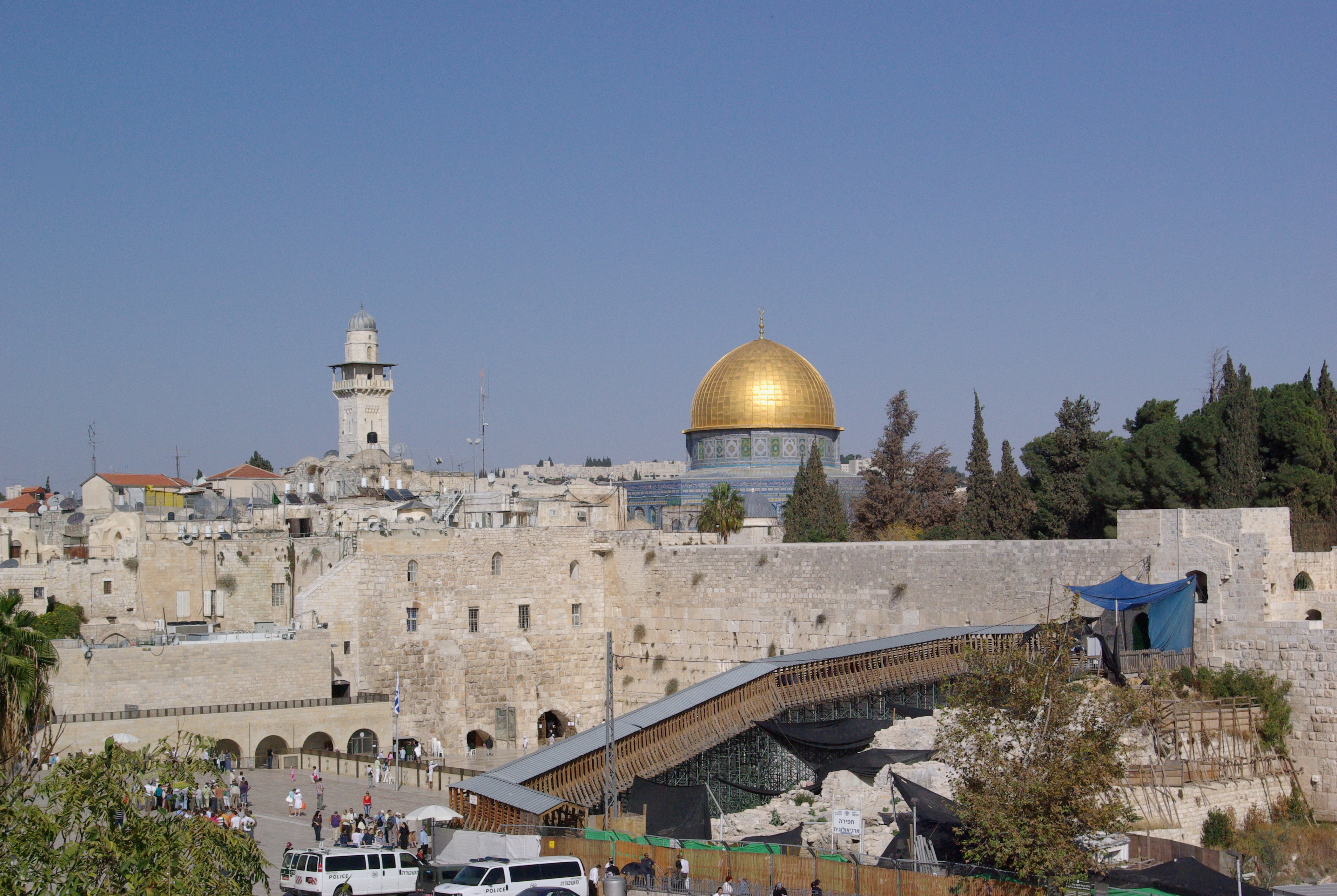
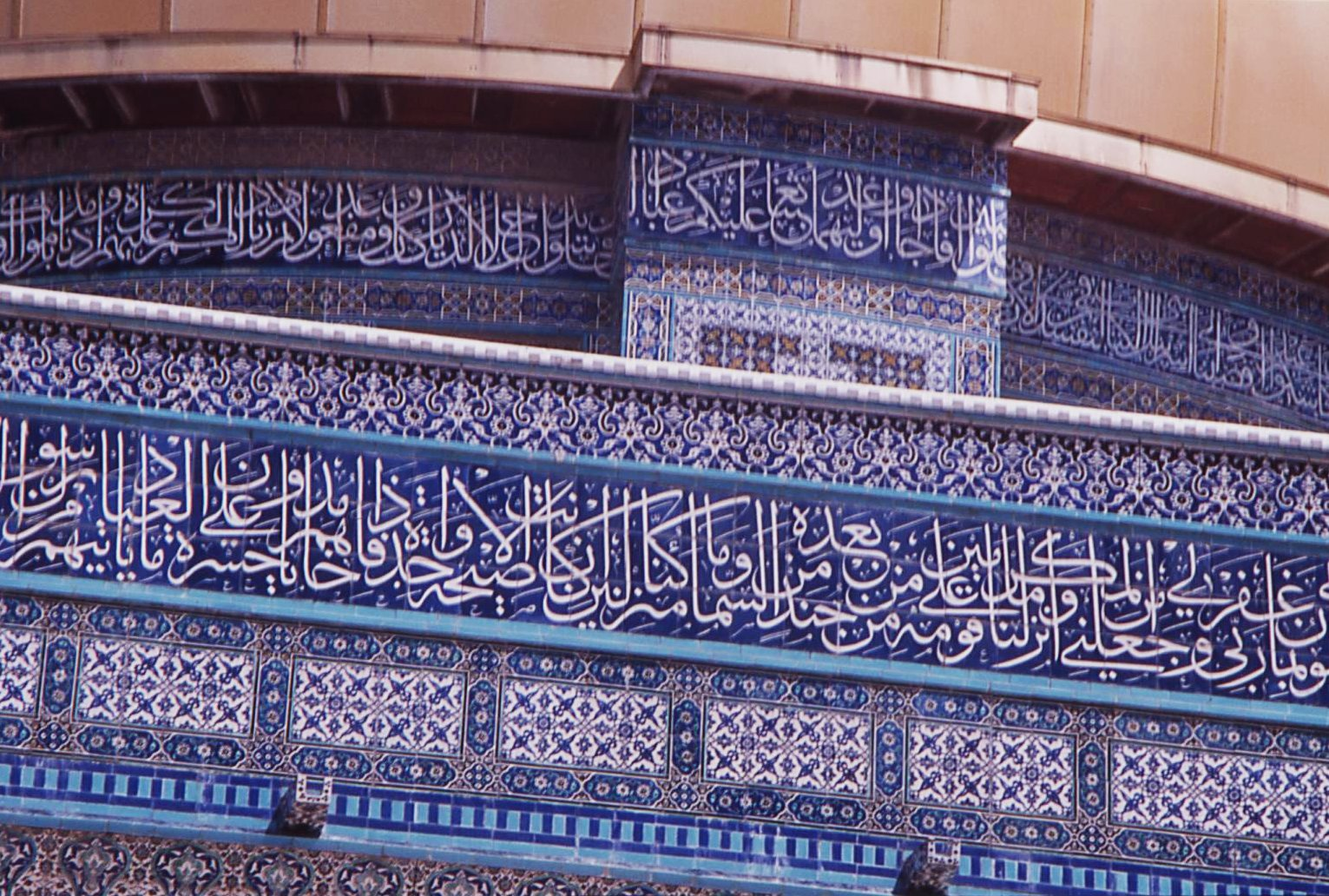
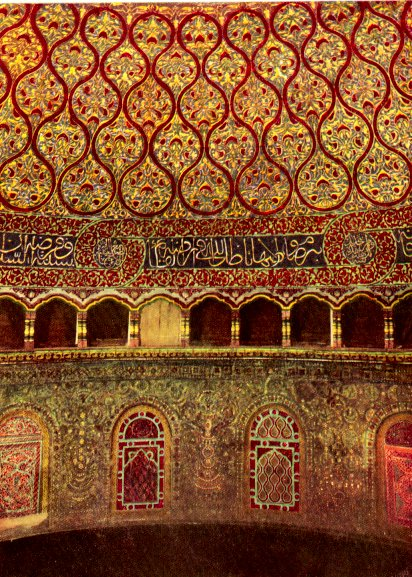
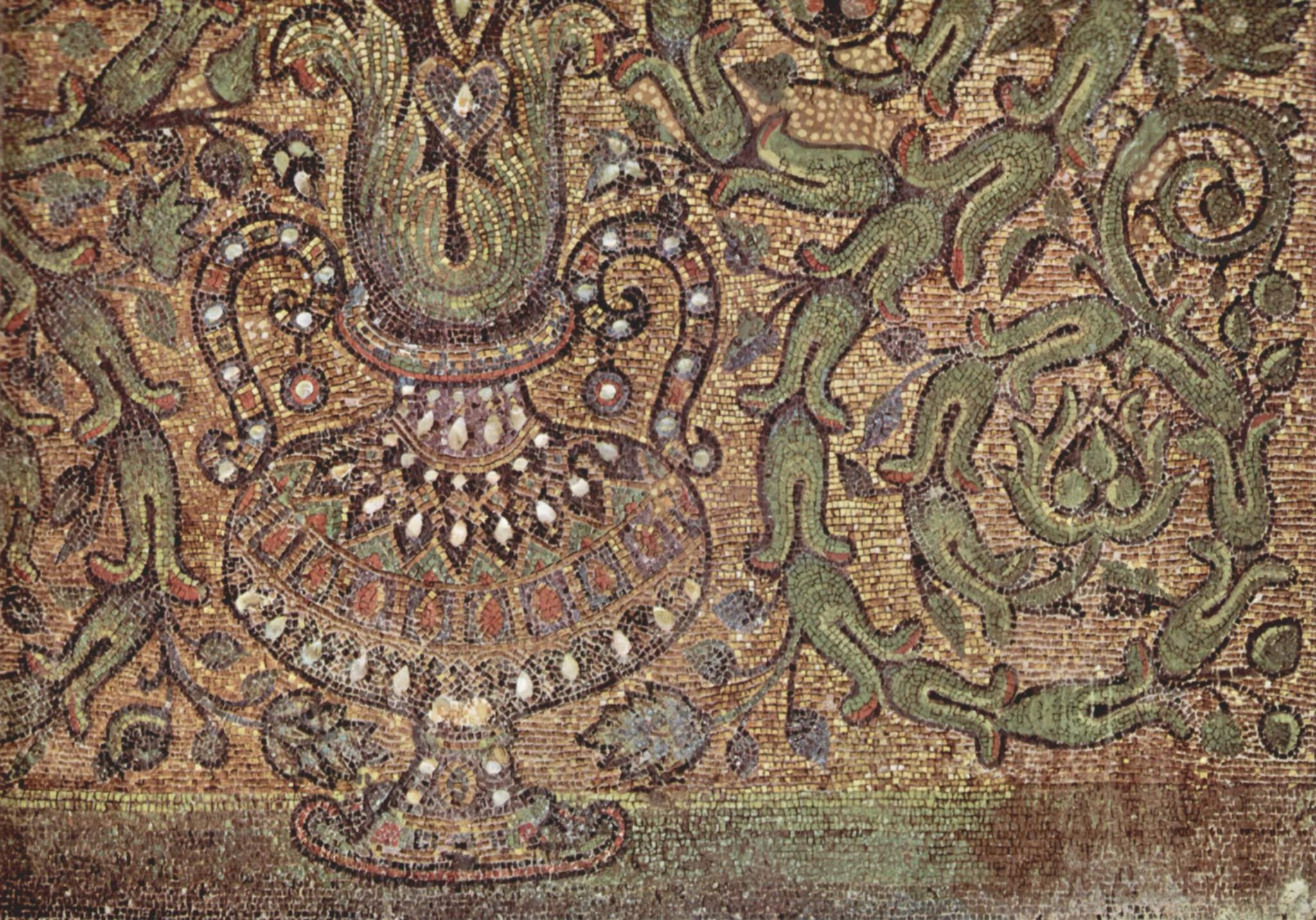
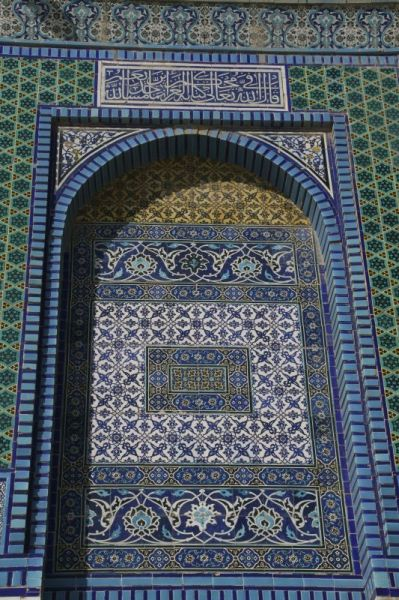
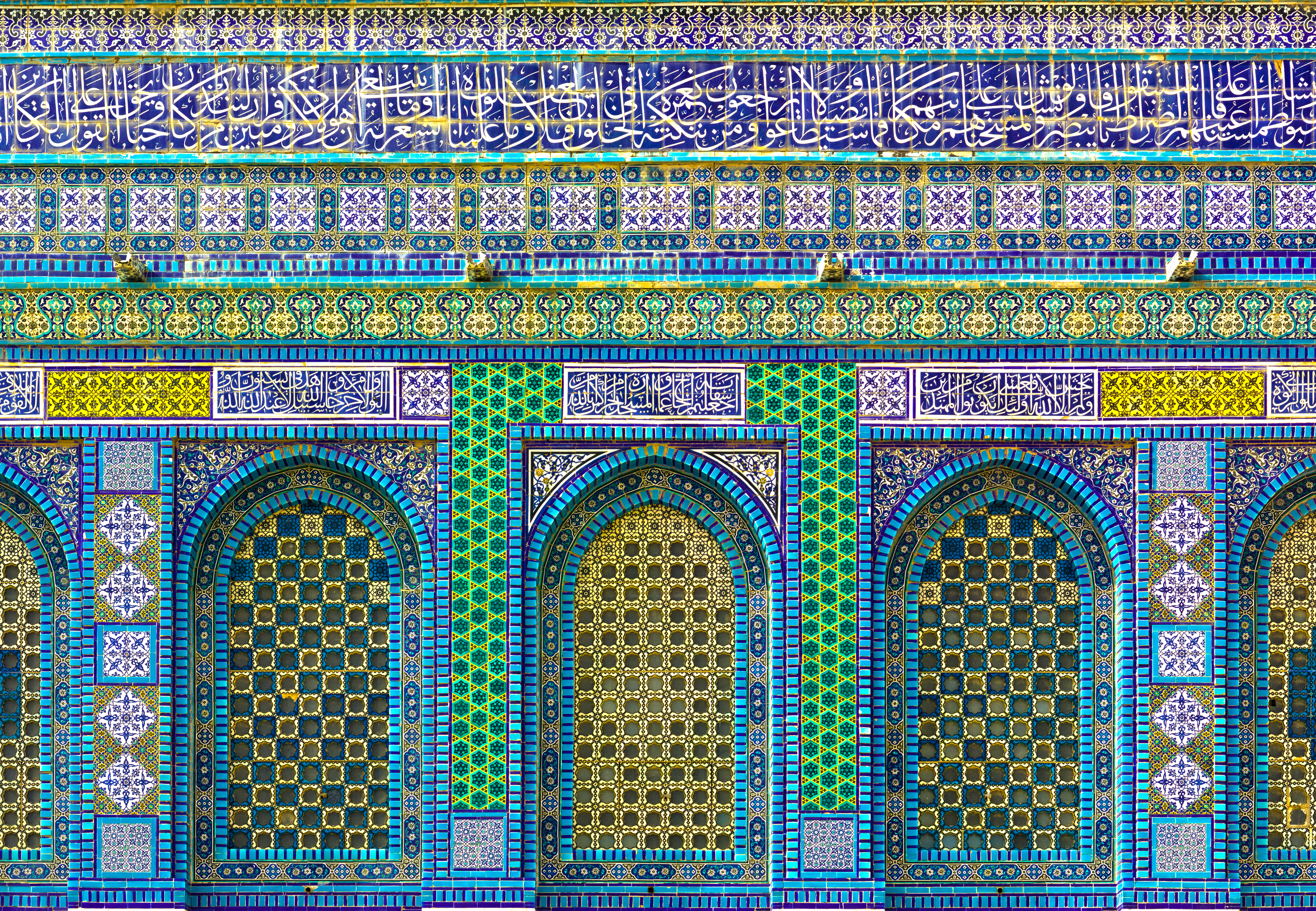
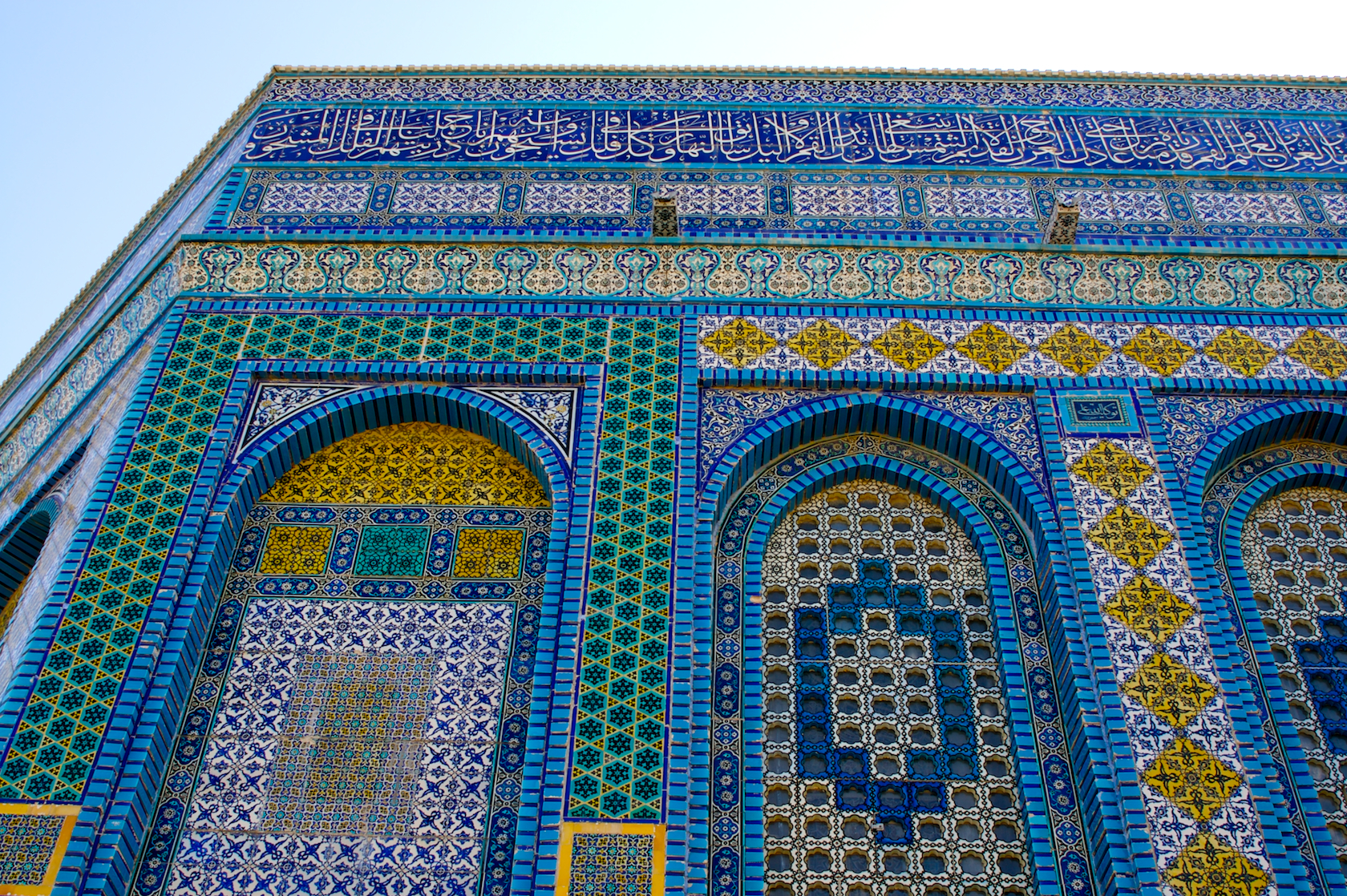
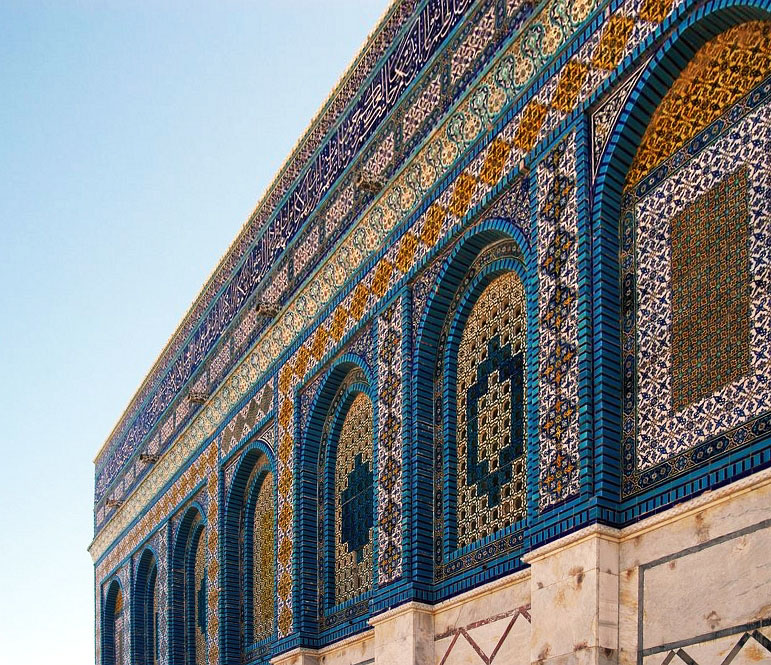
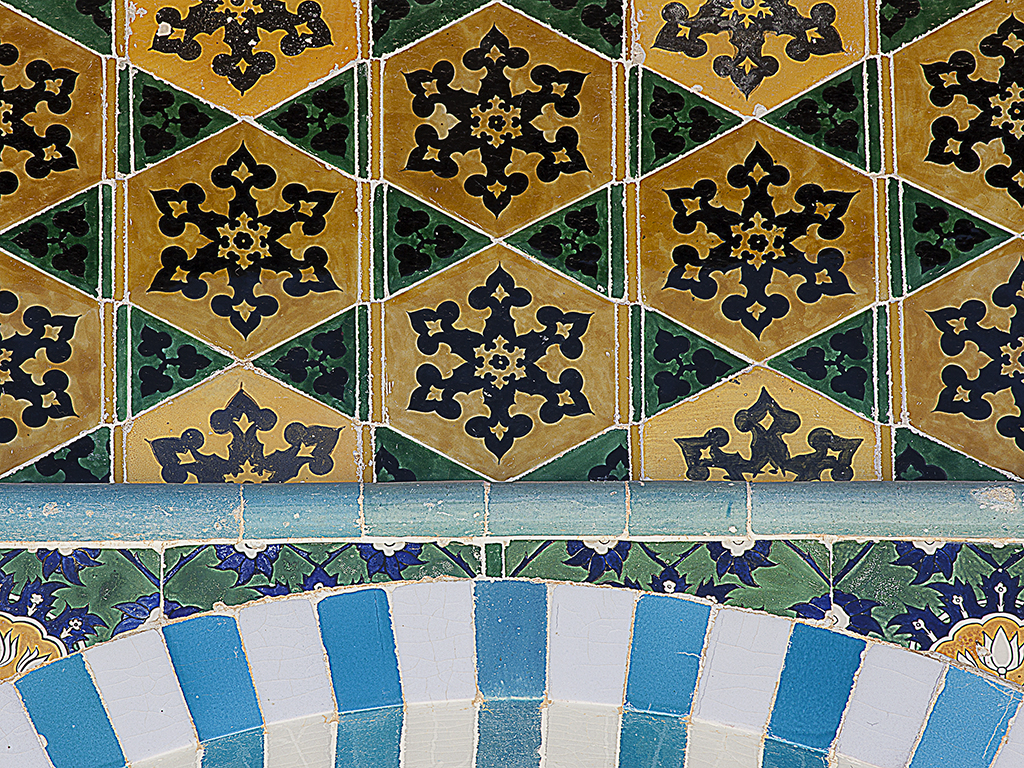

## Legături extrene
- Dome of the Rock Sacred Destinations - includes photo tour
- Dome of the Rock Arhivat în 3 iunie 2006, la Wayback Machine. AutoCAD release 14, CAD drawing, 1995
- Dome of the Rock Arhivat în 25 februarie 2008, la Wayback Machine. Bible places
- Dome of the Rock Interior picture
- Dome of the Rock Sacred sites
- Re-envisioning the Dome of the Rock Arhivat în 25 aprilie 2006, la Wayback Machine. The Hope
- Dome of the Rock from Jerusalem photos portal
- 16X zoomable panoramic view of Jerusalem from the Mount of Olives Arhivat în 24 mai 2007, la Wayback Machine.
- Site surrounding the controversy over the excavations made by the Waqf Arhivat în 4 mai 2007, la Wayback Machine.
- A vision for the Temple Mount Arhivat în 23 februarie 2008, la Wayback Machine.
- Photo Gallery of the Temple Mount and the Dome of the Rock